# Plaxomicrus pallidicolor
Plaxomicrus pallidicolor är en skalbaggsart som beskrevs av Maurice Pic 1912. Plaxomicrus pallidicolor ingår i släktet Plaxomicrus och familjen långhorningar. Inga underarter finns listade i Catalogue of Life.